# Ора (мошав)
Ора (ивр. אורה‎) — мошав, находящийся к юго-западу от Иерусалима, основанный в 1950 году евреями из Йемена и из Марокко, иммигрировавшими вместе, и со временем смешавшимися. Название Ора — это символическая форма, используемая в книге Есфирь, и похожее по звучанию на название арабской деревни Аль-Джура (араб. الجورة‎), которая была на том же месте до Войны за независимость.
Мошав находится на горе Ора, высота которой — 848 метров над уровнем моря, одна из высочайших вершин в горах Иерусалима. В области горы был построен комплекс для трех религий английской миссионеркой Мисс Кэрри. Арабское название горы — Рас ар-раб, то есть «Божья вершина». Христиане называют его «гора Встречи», в честь произошедшей неподалёку оттуда Встречи Марии и Елизаветы.
Храм Мисс Кэрри настоящее время находится на территории военной базы. Рядом с ним институт «Месила» для девочек, попавших в беду.

## Население
По данным Центрального статистического бюро Израиля, население на начало 2020 года составляло 1 314 человек.